# L'Histoire de Decius Mus

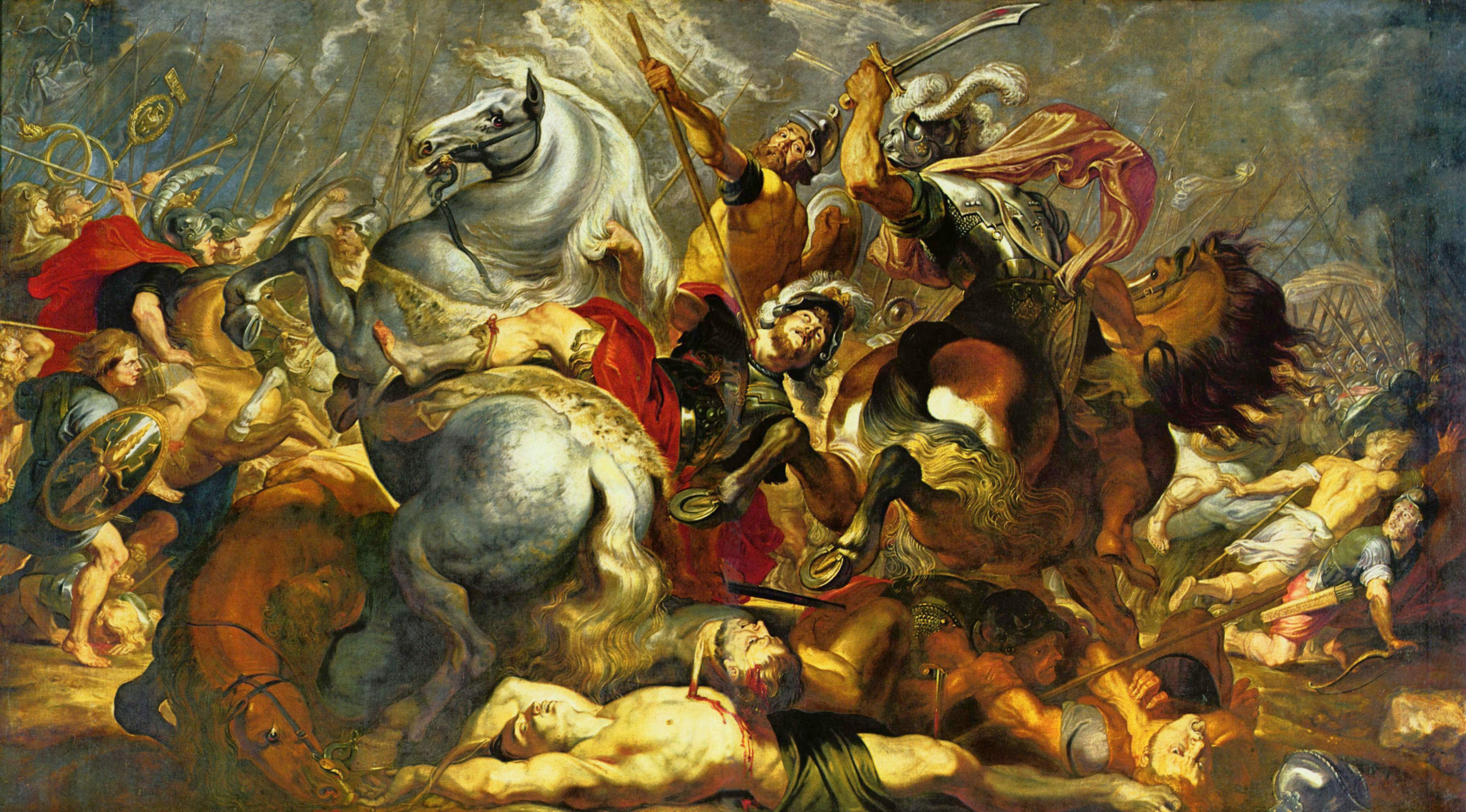
La Mort de Decius Mus

L'Histoire de Decius Mus est une série de peintures réalisées par Rubens entre 1616 et 1618. Ces peintures ont été utilisées comme cartons pour la réalisation de tapisseries, tissées par les lissiers bruxellois Jan Raes et Frans Sweerts.

## Historique
Le 9 novembre 1616, Rubens est lié par contrat à un « noble génois » pour la réalisation d'une série de huit cartons sur Decius Mus à faire tisser par Jan Raes et Frans Sweerts,. La série devient un très grand succès du XVIIe siècle et est reproduite par plusieurs autres studios en des dimensions variées. En 1693, Jean-Adam Ier de Liechtenstein acquiert la série originale de Rubens. Les œuvres sont présentes au Musée Liechtenstein.

## Description
La série est composée de huit cartons, six représentant des scènes de l'histoire de Decius Mus, consul qui s'offrit aux dieux infernaux en 340 av. J.-C. pour obtenir en échange la victoire romaine, et deux étant des entre-fenêtres représentant des personnifications féminines ou des trophées :

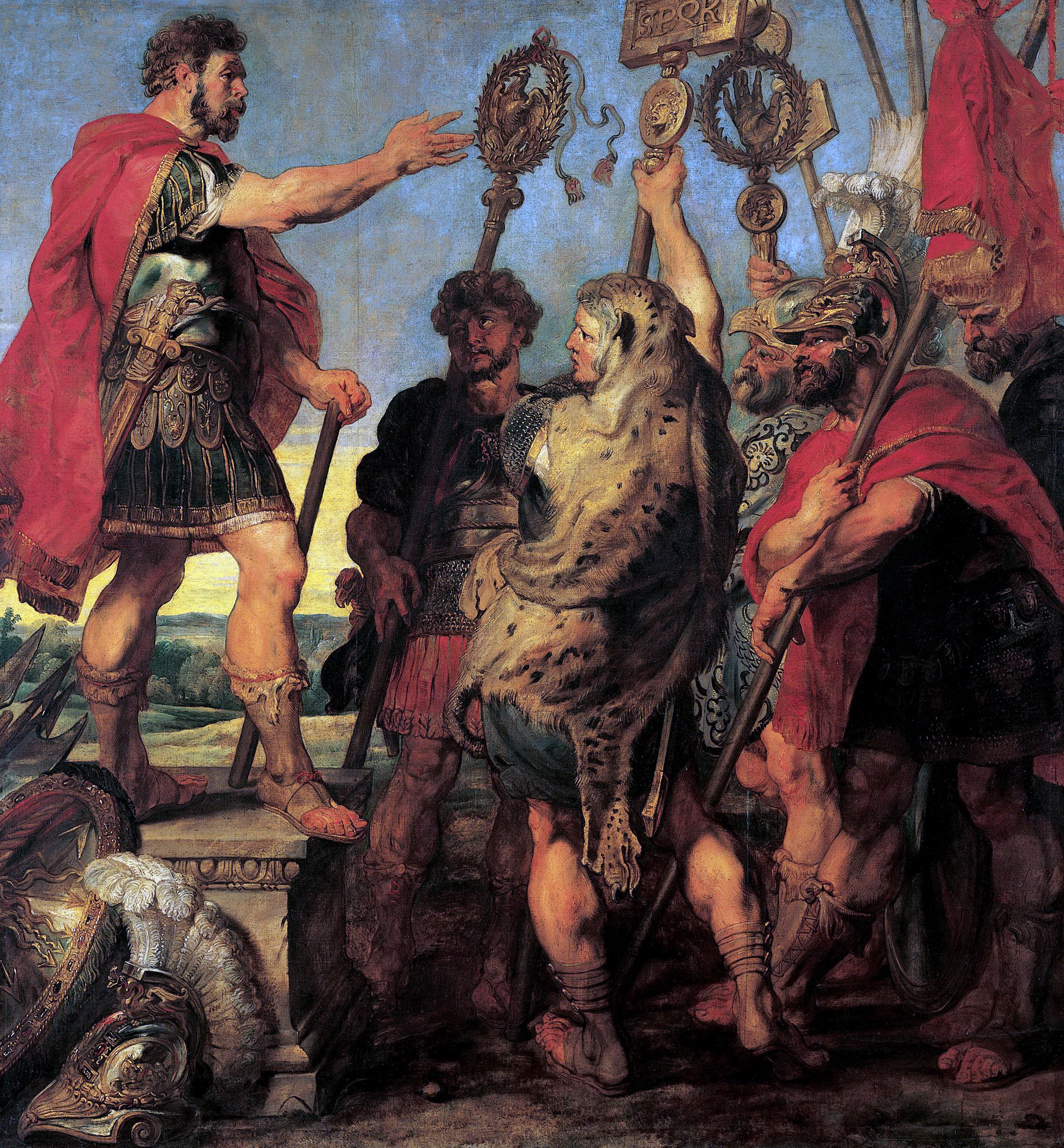
Le Consul Decius Mus racontant son rêve à ses officiers
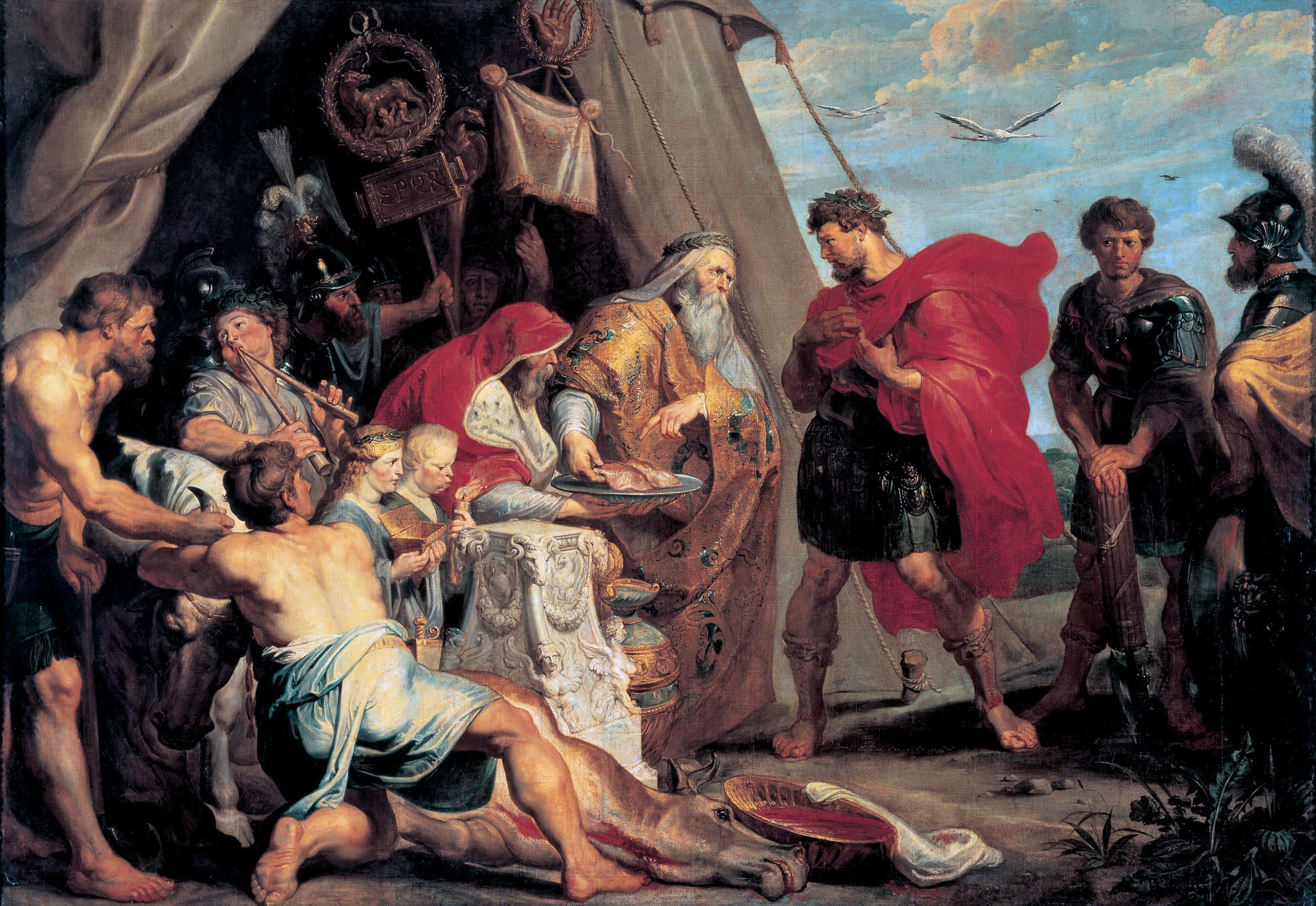
L'haruspice interprète les viscères de la victime
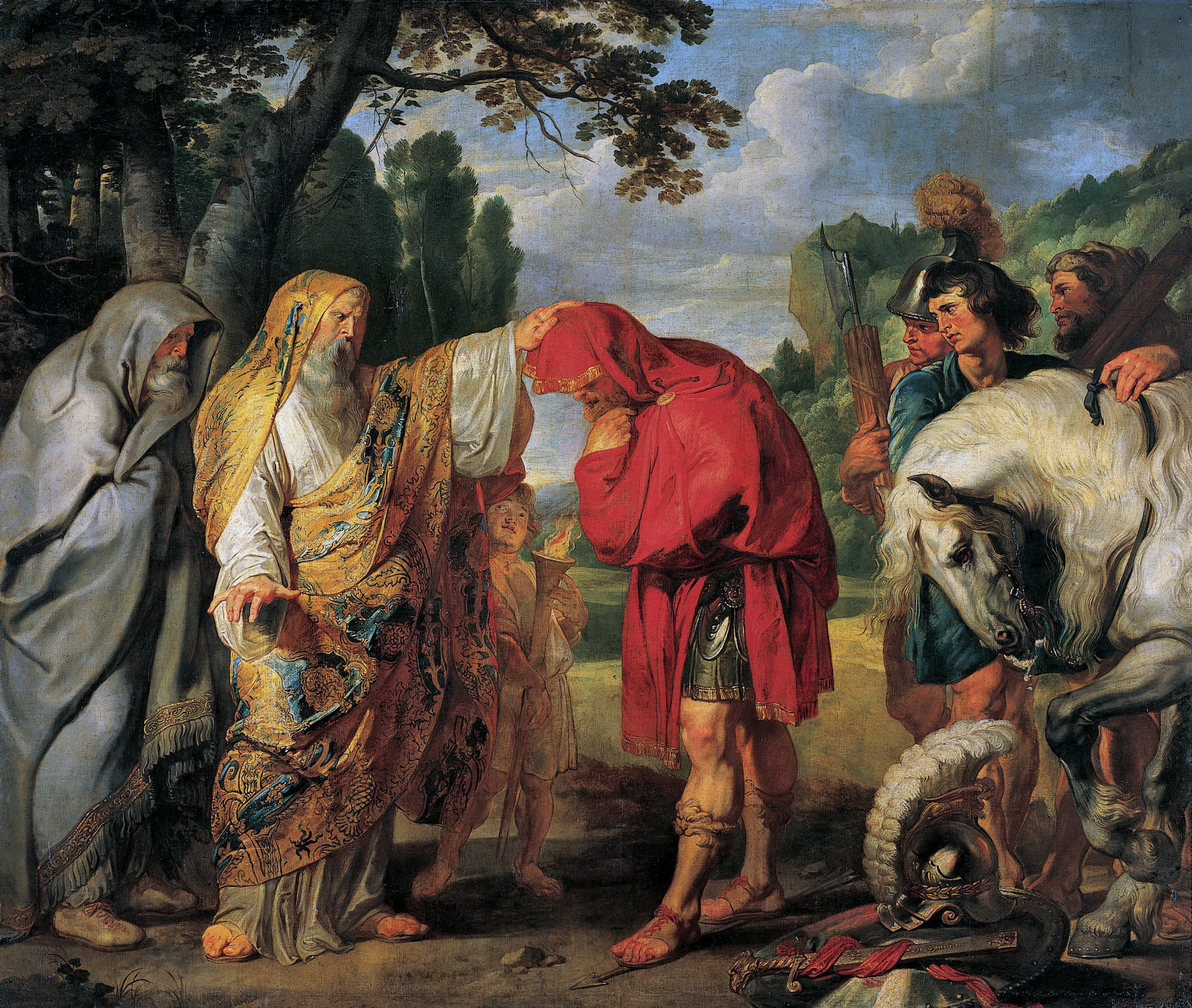
Decius Mus consultant l'Oracle[5] ou Grand prêtre vouant à la mort le consul voilé
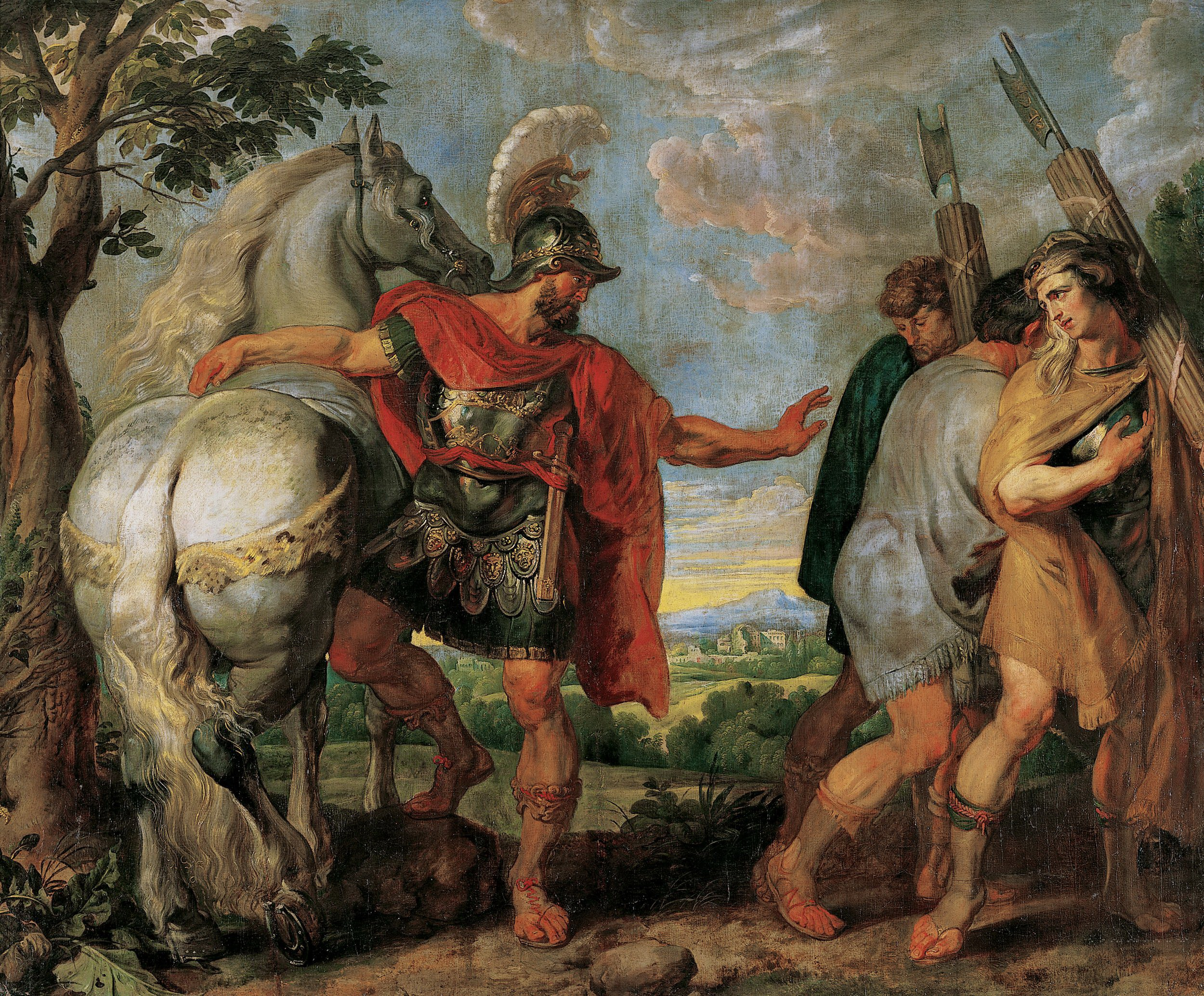
Decius Mus congédie ses licteurs
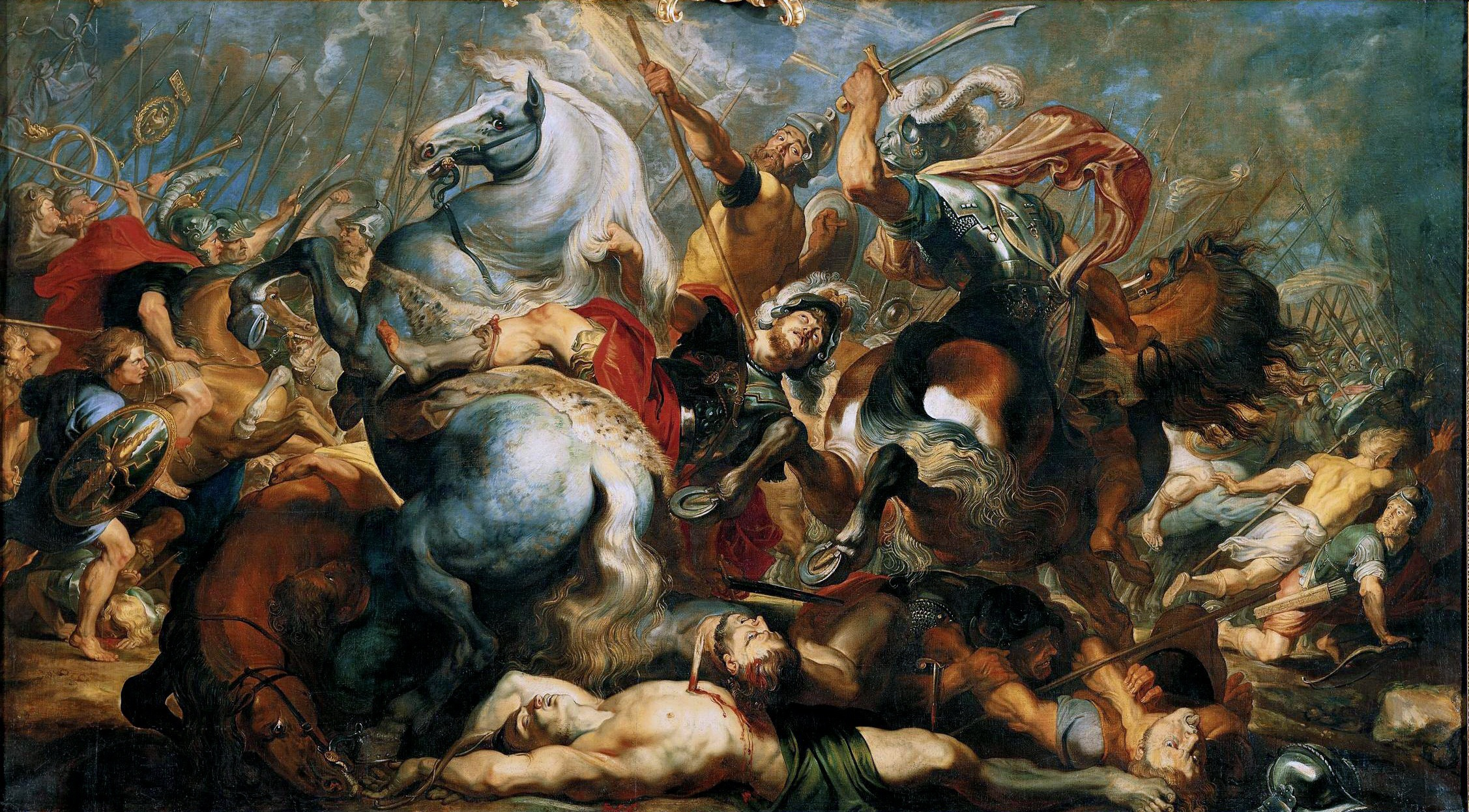
La Mort de Decius Mus
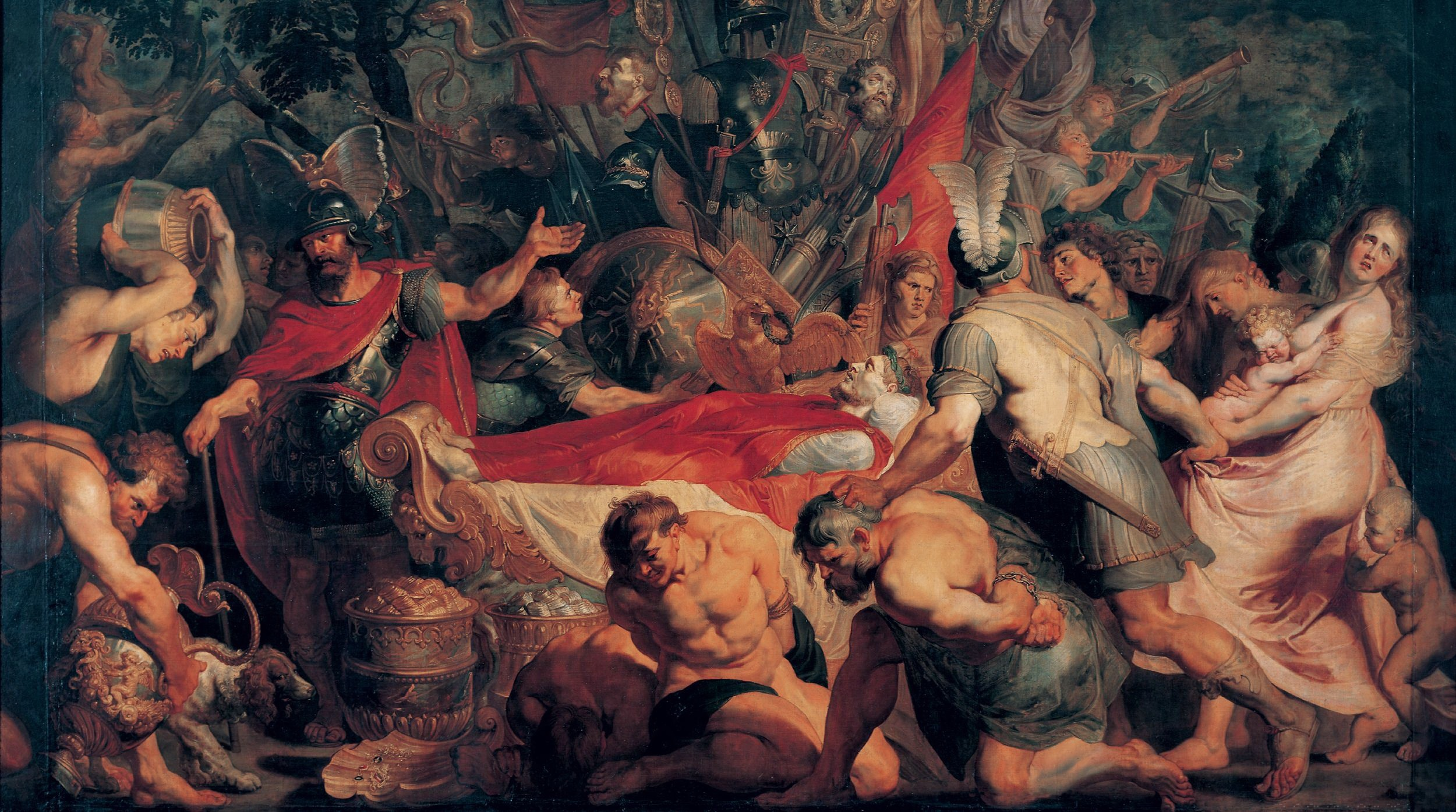
Les Funérailles de Decius Mus
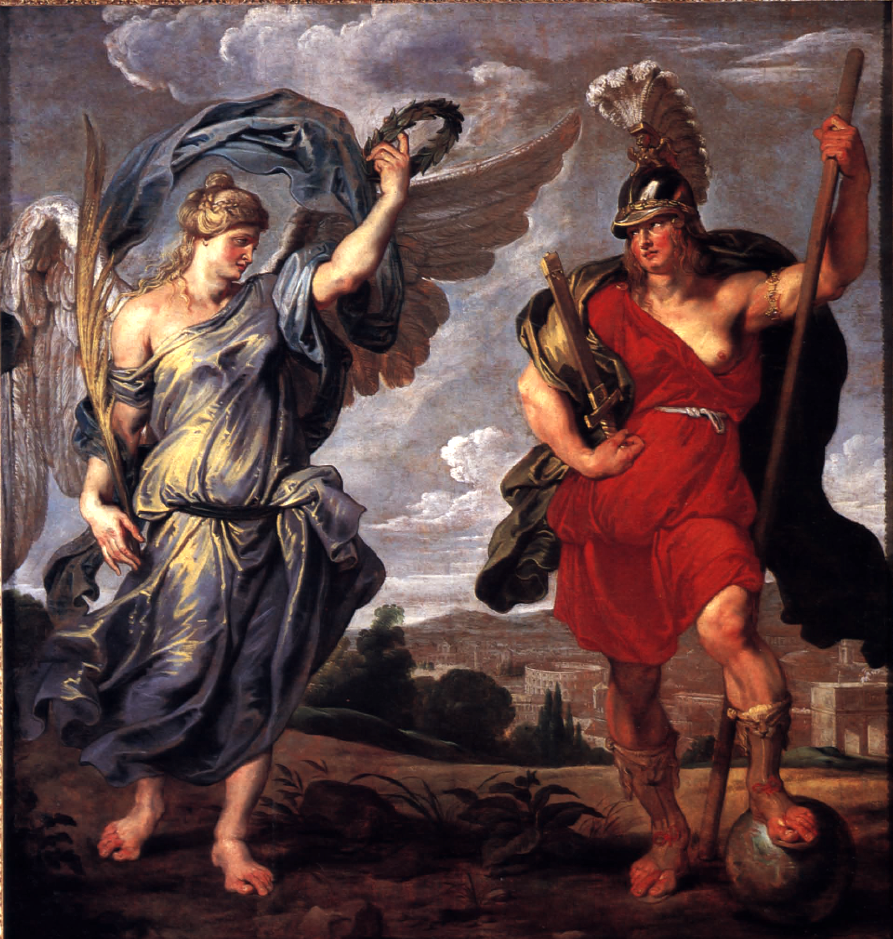
Victoire et Virtus
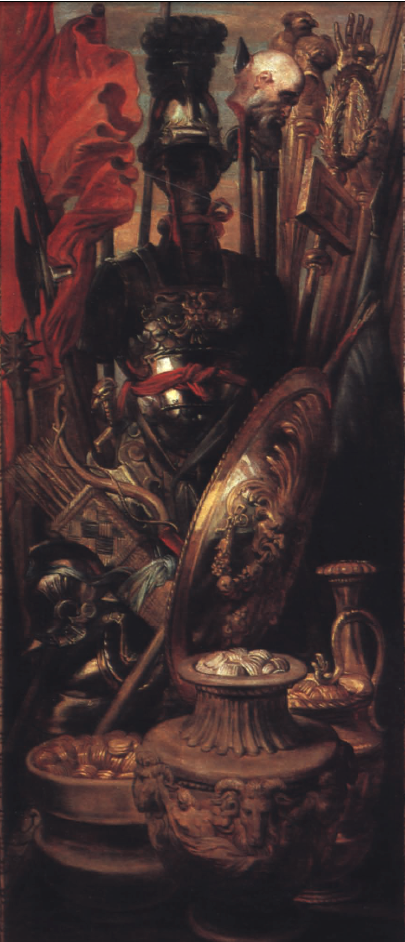
Le Trophée